# مزدا لوسی
مزدا لوسی (Mazda Luce) خودرویی است که در سال‌های ۱۹۶۶–۱۹۹۰تولید شده‌است.
این خودرو در کلاس خودرو لوکس قرار گرفته، است.

## کیا پوتنتیا
کیا پوتنتیا (Kia Potentia) خودرویی است که در سال‌های ۱۹۹۲ تا ۲۰۰۲در کره جنوبی تولید شده‌است. طراحی آن خودروهای موتور جلو-محور عقب بوده است.

## نگارخانه

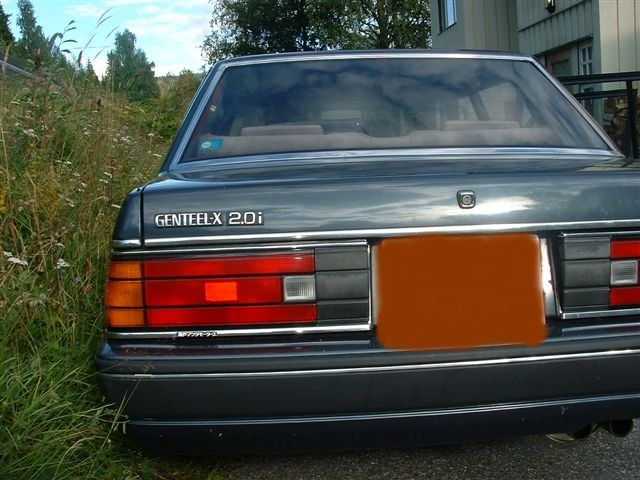
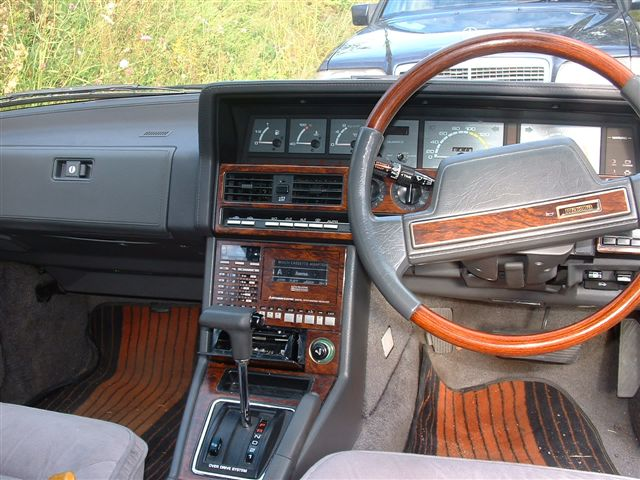